# Kutenajowie

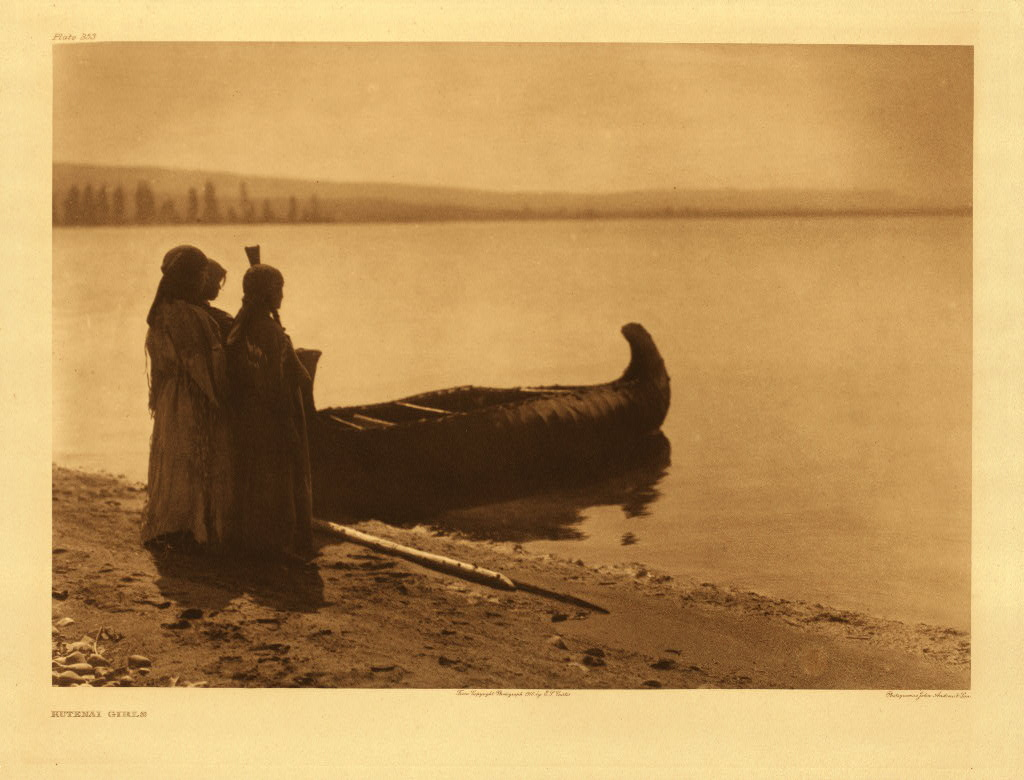
Kobiety Kutenajów na zdj. Edwarda S. Curtisa z roku 1911

Kutenajowie (ang. Kootenai) – plemię Indian Ameryki Północnej, którego jeden z odłamów znany był pierwszym traperom i handlarzom futer jako Flatbows, zapewne od rzeki Kootenai w stanach Montana i Idaho zwanej w pierwszym okresie podboju Flat Bow River. Byli blisko spokrewnieni z Saliszami, z którymi nawet przez pewien czas tworzyli federację plemienną. Kutenajowie zamieszkiwali ogromne obszary dzisiejszej Kanady oraz stanów Montana, Waszyngton i Idaho. Istnieją przypuszczenia, że pierwotnie zamieszkiwali wschodnie obszary Wielkich Równin, skąd zostali wyparci w góry przez Czarne Stopy.
20 września 1975 Kutenajowie, pod wodzą Amy Trice, porwali za broń przeciwko rządowi Stanów Zjednoczonych. Obstawili drogi wjazdowe i wyjazdowe na ich terytorium i zaczęli – pod groźbą użycia broni – pobierać opłaty za przejazd. Zebrane pieniądze miały zostać przeznaczone na budowę domu starców i na opiekę nad nimi. Pozornie bezsensowny zryw miał podstawy prawne, bowiem Kutenajowie – w przeciwieństwie do większości plemion – nigdy nie zawarli żadnego traktatu z władzami Stanów Zjednoczonych, a do incydentu doszło na ziemi zamieszkanej przez nich już w czasie przybycia w te strony białych.
Doszło do rokowań, na mocy których rząd federalny odstąpił im 10,5 akra (5 ha) ziemi. Od tego czasu teren ten – w sumie 18,9 akra (7,7 ha) stanowi ich rezerwat w hrabstwie Boundary w stanie Idaho, około 3 km na północny zachód od miasteczka Bonners Ferry. Według spisu z roku 2000 zamieszkiwało w nim 75 osób.
Nazwę od nich wziął Park Narodowy Kootenay w Kanadzie oraz wodospad Kootenai Falls w Montanie.